# Hafenferrefia nitidula
Hafenferrefia nitidula är en kvalsterart som först beskrevs av Banks 1906.  Hafenferrefia nitidula ingår i släktet Hafenferrefia och familjen Tenuialidae. Inga underarter finns listade i Catalogue of Life.